# Крым (Пензенская область)
 Крым  — опустевший поселок в Земетчинском районе Пензенской области. Входит в состав Юрсовского сельсовета.

## География
Находится в северо-западной части Пензенской области на расстоянии приблизительно 23 км на север-северо-запад от районного центра поселка Земетчино.

## История
Основан в 1920 году выходцами из села Выша-Пристань. Назван в честь победы Красной Армии над белогвардейцами в Крыму в ноябре 1920 года. В 1926 году имел 6 хозяйств. В 1934 году в поселке — коммуна имени Варейкиса, 22 двора. В 1955 году — колхоз имени Мичурина. В 1966 году в черту поселка вошел поселок Солнце. В 2004 году ещё оставалось 9 хозяйств.

## Население
Численность населения: 49 человек (1926 год), 82 (1936), 124 (1959), 120 (1979), 51 (1989), 36 (1996). Население составляло 30 человек (русские 100 %) в 2002 году, 0 в 2010.